# Erythrodolius calamitosus
Erythrodolius calamitosus är en stekelart som beskrevs av André Seyrig 1932. Erythrodolius calamitosus ingår i släktet Erythrodolius och familjen brokparasitsteklar. Inga underarter finns listade i Catalogue of Life.